# فطريات جلدية

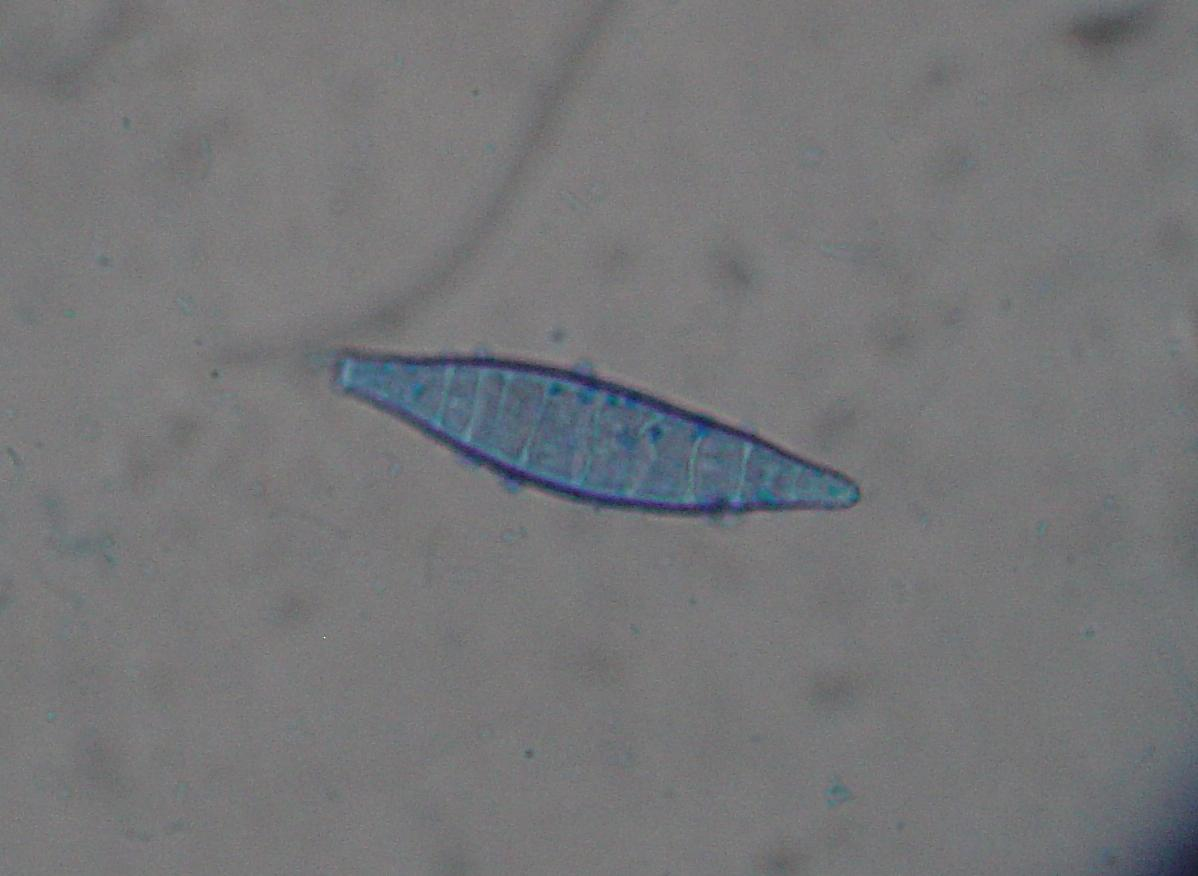

الفطور الجلدية (باللاتينية: Dermatophytes) هي فطريات طفيلية تهاجم الجلد. تتضمن هذه المجموعة ثلاثة أجناس من الفطريات غير الكاملة وهي الشعروية، مايكروسبورم Microsporum، إبيديرموفايتون Epidermophyton.
هذه الأجناس الثلاثة هي عبارة عن أطوار غير جنسية ويتبع لها ما يقارب 40 نوع. أما الأنواع القادرة على التكاثر الجنسي فإنها تتبع للجنسين التاليين: أرثروديرما Arthroderma والفطريات الزقية.
تسبب الفطور الجلدية عدوى للشعر والجلد والأظافر نظراً لقدرتها على التغذية على المواد الكيراتنية. حيث تشكل هذه الفطريات مستعمراتها في الأنسجة الكيراتينية ومن ثم يحدث الالتهاب كرد فعل للجسم على نواتج الاستقلاب الثانوية للفطريات. وبشكل عام ينحصر تواجد هذه الفطريات على الطبقة المتقرنة من البشرة وذلك لعدم قدرتها على اختراق الأنسجة الحية في جسم المضيف ذو المناعة السليمة. تستجر هذه العدوى استجابة مناعية من الجسم المضيف تتراوح من معتدلة إلى شديدة. كما وتلعب كل من الأنزيمات التالية: بروتينيز، إيلاستيز، كيراتينيز، وغيرها من الأنزيمات المحللة للبروتينات دوراً في ضراوة هذه الفطريات. هذا وإن تطور الجسم المضيف لمناعة خلوية مرتبطة مع فرط التحسس المتأخر من شأنه أن يساعد على الشفاء على عكس المضيفون الذين يعانون من مشاكل في مناعتهم الخلوية ومما يمهد لعدوى فطرية مزمنة أو متكررة.
يطلق عادة على العدوى المسببة بالفطريات الجلدية اسم القوباء الحلقية أو بشكل أدق تينيا Tinea.عادة لا تغزو هذه الفطريات الأنسجة الحية بل الطبقة الخارجية من الجلد وفي حالات نادرة تغزو الأنسجة تحت الجلدية مسببة تشكل الكريون kerion.

## أنواعها
- قدم الرياضي أو سعفة القدم Tinea pedis

تصيب الرجال أكثر من النساء وهي إصابة غير محصورة فقط على الرياضيين كما يوحي الاسم بذلك. تبدأ الإصابة في الفراغ بين الأصابع الأولى للقدم ومن ثم يمتد إلى باطن القدم على شكل الحذاء المنزوع الكعب.
- حكة جوك Tinea cruris

تصيب هذه الحكة بشكل رئيسي المنطقة الحنية ومن ثم تنتشر إلى مناطق أخرى من الجسم مثل المنطقة الحول شرجية ومنطقة الإلية. تحدث العدوى عادة بانتقال الأبواغ إلى المنطقة الحنية بواسطة الحك.
- القوباء الحلقية المنتشرة في كامل الجسم أو سعفة الجسم Tinea corpora
- القوباء الحلقية في الوجه أو سعفة الوجه Tinea faciei
- القوباء الحلقية المسببة للنقط السوداء أو سعفة الرأس Tinea capitis

تتميز هذه الإصابة بتكسر ساق الشعرات المصابة من جذورها تاركة ورائها نقاط سوداء على الجلد. كما تعتبر الكشطات المأخوذة من منطقة النقط السوداء أداة تشخيصية هامة عند استخدام المجهر. يظهر الفحص المجهري تواجد أبواغ متعددة من نوع أرثروسبوز.لا تتم معالجة هذه العدوى موضعياً وإنما بالمعالجة الجهازية بمضادات الفطور.
- القوباء الحلقية في فروة الرأس Tinea capitis
- القوباء الحلقية في اليدين أو سعفة اليدين Tinea manuum

غالباً ما تحدث الإصابة في يد واحدة وفي كلتا القدمين.
- عدوى الأظافر الفطرية Onychomycosis أو سعفة الأظافر  Tinea unguum

## التشخيص
يمكن أن يتم التشخيص بسهولة بأخذ كشطات من الأظافر أو الأشعار أو فروة الرأس حيث تظهر خيوط فطرية مميزة متناثرة بين الخلايا الظهارية.
كما يتم اللجوء إلى منابت فطرية للعزل الإيجابي لأنواع الفطور. تحتاج الفطور عادة فترة تتراوح بين 5-14 يوم للنمو في المنابت. يعد التمييز المجهري للأبواغ الكبيرة والصغيرة من الإجراءات المعتمدة في التفريق بين الفطور. ولكن هذه العملية تحتاج إلى مستعمرات محضرة بشكل جيد على الشريحة الزجاجية وإلى تحريض على التبوغ في العديد من الأنواع. من ناحية أخرى فإن الخصائص الشكلية للمستعمرة من ناحية نوع النسيج الفطري والتصبغ والتضاريس هي أيضاً مهمة في التشخيص. كما أنه من الأهمية بمكان الإحاطة بالمعلومات السريرية للحالة من ناحية مكان الإصابة وانتشارها وتاريخ السفر أو الاحتكاك بالحيوانات وخاصة في حالة الأنواع التي ليس لها القدرة على تشكيل أبواغ مثل Trichophyton concentricum, Microsporum audouinii، Trichophyton.schoenleinii
و لقد تم تطوير منبت خاص يدعى منبت فحص الفطور الجلدية (DTM) من أجل تشخيصها والذي يعتمد على تلون المنبت من اللون الأصفر إلى الأحمر عند تواجد أحد أنواع هذه الفطريات دون الحاجة للتشخيص المجهري. حيث يتم غرس العينات السريرية بهذا المنبت ومن ثم تحضينها على درحة حرارة الغرفة لمدة 10-14 يوم لملاحظة التغير اللوني. بعد أسبوعين من التحضين قد تظهر نتائج كاذبة لذلك يجب أن لا تتجاوز المدة 14 يوماً.

## الانتقال
تنتقل الفطور الجلدية من خلال الاتصال المباشر أو غير المباشر مع المضيف المصاب (حيوان أو إنسان). حيث يتم من خلال التماس مع الجلد أو الشعر أو حتى الملابس أو أمشاط الشعر أو المقاعد أو المناشف أو سجاد الفنادق أو أرضية غرف تبديل الملابس. يمكن لهذه الفطريات أن تبقى حيوية في البيئة حتى 15 شهراً وذلك حسب الأنواع. كما تعد الإصابات الجلدية منل الحروق والجروح من العوامل المساعدة على الإصابة بالإضافة إلى الحرارة والرطوبة.

## التصنيف
تصنف الفطور الجلدية بناءً على أماكنها المحببة للتعايش إلى ثلاثة مجموعات:
- المحبة للإنسان: تنحصر الإصابة عند الإنسان وهي تظهر عدوى متوسطة ممزمنة.
- المحبة للحيوان: وهي تتواجد بشكل رئيسي عند الحيوانات ولكن من الممكن أن تنتقل إلى الإنسان عند الاتصال مع حيوان مصاب.
- المحبة للتربة: تتواجد في التربة ولكنها ممن الممكن أن تصيب الإنسان والحيوان.

## العلاج
العلاج الموضعي بأحد المركبات التالية:clotrimazole, miconizole, terbinafine
العلاج الجهازي يتم عن طريق الفم مثل: fluconizole, griseofulvin, Terbinafine, itraconizole.

## وصلات خارجية
- عالم الفطريات الجلدية (بالإنجليزية)